# Frank Ketelaar
 (octobre 2018).
Si vous disposez d'ouvrages ou d'articles de référence ou si vous connaissez des sites web de qualité traitant du thème abordé ici, merci de compléter l'article en donnant les références utiles à sa vérifiabilité et en les liant à la section « Notes et références ».
Frank Ketelaar, né le 15 mars 1960 à Amsterdam, est un réalisateur, producteur, acteur, scénariste et écrivain néerlandais.

## Filmographie
- 1989 : Alaska de Mike van Diem[2]

### Réalisateur
- 1999 : De Trein van zes uur tien[3]
- 2006 : Escort[4]
- 2011-2015 : Overspel[5]

### Producteur et scénariste
- 2004 : Stille Nacht de Ineke Houtman[6]
- 2004 : In Orange de Joram Lürsen
- 2005 : Gilles de Jan Verheyen[7]
- 2006 : L'élu de Theu Boermans
- 2009 : Coach de Joram Lürsen[8]
- 2010 : The Magicians de Joram Lürsen[9]
- 2014 : Bloedlink de  Joram Lürsen[10]
- 2015 : Bloed, zweet & tranen de Diederick Koopal[11]
- 2015 : Public Works de  Joram Lürsen[12]
- 2017 : Het Verlangen de  Joram Lürsen

## Livres
- 2004 : In Oranje
- 2010 : Het geheim
- 2017 : Het verlangen